# Brian Doyle (remero)
Brian John Doyle (Melbourne, 18 de agosto de 1930-Melbourne, 1 de junio de 2008) fue un deportista australiano que compitió en remo. Participó en los Juegos Olímpicos de Melbourne 1956, obteniendo una medalla de bronce en la prueba de ocho con timonel.

## Palmarés internacional
| Juegos Olímpicos | Juegos Olímpicos      | Juegos Olímpicos  | Juegos Olímpicos |
| Año              | Lugar                 | Medalla           | Prueba           |
| ---------------- | --------------------- | ----------------- | ---------------- |
| 1956             | Melbourne (Australia) | Medalla de bronce | Ocho con timonel |